# Bad4Good
Bad4Good est un groupe de hard rock américain formé en 1991 sous la houlette du guitariste Steve Vai. Le groupe réunissait un quatuor de jeunes adolescents, dont le plus âgé avait 16 ans, le guitariste Thomas McRocklin, le bassiste Zack Young, le batteur Brooks Wackerman, et le chanteur Danny Cooksey,,,,. Sous la direction de Vai, le groupe publie un album en 1992 intitulé Refugee,,.

## Discographie
- 1992 : Refugee